# Josef Lengauer (Gewerkschafter)
Josef Lengauer (* 21. Jänner 1898 in Leoben; † 9. Dezember 1966 in Bad Gleichenberg) war ein österreichischer Gewerkschafter und Politiker (Heimatblock), von 1930 bis 1934 Abgeordneter zum Nationalrat.

## Leben
Lengauer erlernte den Beruf des Elektrikers und war bei der Alpine Montangesellschaft in Donawitz beschäftigt. Er organisierte eine der ersten Werks-Gruppen des  Steirischen Heimatschutzes bei der Alpine und war Mitbegründer sowie erster Vorsitzender der heimatschutz-nahen Unabhängigen Gewerkschaft.
Im Jahr 1930 wurde er Landesleiter-Stellvertreter des Steirischen Heimatschutzes und zog auf der Liste des Heimatblocks in den Nationalrat ein. Im Gegensatz zur Mehrheit der steirischen Heimwehrführung verhielt er sich jedoch loyal zur Bundesleitung unter Ernst Rüdiger Starhemberg, so stimmte er etwa 1932 für die Aufnahme der Lausanner Anleihe beim Völkerbund. Auch im autoritären Ständestaat übte er politische Funktionen aus, so etwa als stellvertretender Vorsitzender des Bundeswirtschaftsrates, Vizepräsident der Wiener Arbeiterkammer und des damaligen Gewerkschaftsbundes. 1936 wurde er in den Führerrat der Vaterländischen Front berufen.
Lengauer trat für eine Verständigung mit den illegalen Nationalsozialisten ein und arbeitete diesbezüglich eng mit Odo Neustädter-Stürmer zusammen. 1936 trat er der illegalen NSDAP bei. Im Zuge des „Anschlusses“ beantragte er am 27. Mai 1938 die offizielle Aufnahme in die NSDAP und wurde rückwirkend zum 1. Mai desselben Jahres aufgenommen (Mitgliedsnummer 6.136.327). Er wurde vorübergehend kommissarischer Leiter von Gewerkschaft und Arbeiterkammer, die später liquidiert wurden.